# Thạch anh
Thạch anh (silic dioxide, SiO2) hay còn gọi là thủy ngọc là một trong số những khoáng vật phổ biến trên Trái Đất. Thạch anh được cấu tạo bởi một mạng liên tục các tứ diện silic - oxy (SiO4), trong đó mỗi oxy chia sẻ giữa hai tứ diện nên nó có công thức chung là SiO2.
Thạch anh được sử dụng trong nhiều lĩnh vực khác nhau: điện tử, quang học,... và trong ngọc học. Các tinh thể thạch anh trong suốt có màu sắc đa dạng: tím, hồng, đen, vàng,... và được sử dụng làm đồ trang sức từ rất xa xưa. 
Ametit loại biến thể màu tím của thạch anh được coi là đá quý của tháng hai và là loại được ưa chuộng nhất của họ thạch anh.

## Từ nguyên
Thạch anh là tên gọi theo phiên âm Hán - Việt có nguồn gốc là "石英". Trong tiếng Anh nó được gọi là Quartz. Theo một trong những giả thiết, từ Quartz trong tiếng Đức xuất phát từ từ Queretz gần với từ Querkluftertz trong tiếng Sachsen - Đức, nghĩa là "vân ngang", vì khi quan sát trên bề mặt của tinh thể thạch anh người ta thấy có nhiều sọc nằm trong mặt phẳng ngang vuông góc với phương dài nhất của tinh thể này.

###### Thành phần hoá học và cấu trúc tinh thể
Trong thành phần của thạch anh ngoài thành phần chính còn có thể chứa một số chất hơi, chất lỏng: CO2, H2O, NaCl, CaCO3,... Các khoáng vật của nhóm thạch anh có công thức rất đơn giản SiO2, là một loạt biến thể đa hình gồm 3 biến thể độc lập: thạch anh, tridimit và cristobalit và tuỳ thuộc vào nhiệt độ, chúng sẽ tồn tại ở các dạng nhất định.
Biến thể nhiệt độ cao của thạch anh kết tinh trong hệ lục phương, biến thể thạch anh vững bền ở nhiệt độ dưới 573 °C kết tinh trong hệ tam phương. Dạng tinh thể thường hay gặp là dạng lưỡng tháp lục phương với các mặt lăng trụ rất ngắn hoặc không có. Thạch anh chỉ thành những tinh thể đẹp trong các hỗng hoặc các môi trường hở, có trường hợp gặp các tinh thể nặng tới một vài tấn có khi tới 40 tấn. Dạng tinh thể của thạch anh khá đa dạng nhưng đặc trưng là thường gặp các mặt m [0111], và có vết khía ngang trên mặt, mặt khối thoi r [1011] và z [0111], lưỡng tháp phức tam phương s [1121], khối mặt thang x [5161]... Ngoài hai biến thể kết tinh thạch anh còn có loại ẩn tinh có kiến trúc tóc: canxedon và thạch anh khác nhau chỉ do quang tính.
Trong thạch anh thường gặp các bao thể thể khí lỏng tạo thành bao thể hai pha. Các bao thể rắn thường gặp nhất là các bao thể kim que của rutin tạo thành những đám bao thể dạng búi tóc hay "tóc thần vệ nữ" cùng với các bao thể tourmalin, actinolit dạng sợi, clorit màu lục, gơtit, hematit màu nâu đỏ và màu cam và một số các bao thể khác nữa.

#### Các tính chất vật lý và quang học
Tính đa sắc: Thay đổi tuỳ thuộc vào màu của viên đá
Tính phát quang: Loại rose quartz phát quang màu tím lam nhạt, các biến thể của thạch anh trơ dưới tia cực tím.
Màu sắc của thạch anh rất đa dạng nhưng phổ biến nhất là những loại không màu, màu trắng sữa và màu xám và theo màu sắc thạch anh mang các tên khác nhau như: Pha lê trong suốt; Amethyst: màu tím; Citr: m Màu vàng; Smoky quartz: màu ám khói, khi rất tối gọi là "Morion"; Rose quartz: màu đỏ; Aventurin quartz: màu lục; Dumortierit quartz: màu lam đậm hoặc lam tím; Milky quartz: màu trắng tới màu xám; Siderit hoặc sapphire quartz rất ít gặp, chúng thường có màu lam pha chàm.
Các hiệu ứng quang học đặc biệt:
Hiệu ứng mắt hổ (tiger’s eye): Là một hiệu ứng đặc biệt thường thấy ở các biến thể của thạch anh và đặc trưng cho các biến thể có màu từ vàng nâu nhạt tới nâu và đỏ nhạt, lam nhạt hoặc thậm chí màu đỏ và ở các loại bán trong. Nguyên nhân của hiện tượng này là do sự sắp xếp có định hướng của các bao thể dạng sợi bên trong viên đá. Khi viên đá được mài cabochon sự phản xạ của ánh sáng trên bề mặt sẽ cho ta hiệu ứng "mắt hổ" rất đẹp.
Hiệu ứng mắt mèo "cat’s eye": Cũng giống như hiệu ứng mắt hổ nhưng chúng thể hiện đẹp hơn và rõ nét hơn và thường gặp trong các biến thể bán trong và có màu trắng tới màu xám nâu vàng lục nhạt, đen hoặc màu lục oliu tối.
Hiệu ứng sao: Thạch anh hồng và một số biến thể màu xám hoặc màu sữa thường có hiện tượng sao 6 cánh giống như hiệu ứng sao trong ruby và saphia.

## Đặc điểm một số biến thể chính

### Ametit
Các loại thạch anh có màu tím tới tím phớt hồng trong tiếng Anh được gọi là amethyst, từ amethyst xuất phát từ chữ Hy Lạp "amethystos" có nghĩa là không say bởi vì ngày xưa người ta tin rằng khi đã đeo ametit thì không giờ bị say. Amethyst đã từng một thời rất được ưa chuộng và nó có giá trị cao nhất trong các loại thạch anh khác.

### Citrin
Các biến thể màu vàng của thạch anh được gọi là citrin, có một thời người ta gọi nó là thạch anh topaz vì màu của nó giống với màu của topaz vàng. Màu của citrin thay đổi từ vàng tinh khiết tới vàng tôi hay vàng mật ong hoặc vàng nâu nhạt, không như ametit màu thường tập trung thành từng dải, đám, màu của citrin thường đồng đều hơn.

### Rose quartz
Do sự có mặt của các bao thể nhỏ li ti thạch anh hồng thường có xu thế bán trong hơn là trong suốt.

### Pha lê
Là loại thạch anh phổ biến và phân bố rộng rãi nhất đã được biết đến từ thời tiền sử, tên Hy Lạp "crystal" hoặc băng do họ tin rằng nó được đông cứng quá mạnh trong vỏ Trái Đất.
| Tên         | Mài cắt | Nhận biết | Phân bố                                                                                  | Giá trị | Giả và tổng hợp                                                                                |
| ----------- | --- | --- | ---------------------------------------------------------------------------------------- | --- | ---------------------------------------------------------------------------------------------- |
| Ametit      | kiểu oval hay kiểu giọt nước hỗn hợp đôi khi cũng được cắt ở kiểu bậc và một số kiểu khác, ở những viên màu đẹp nhưng nhiều bao thể cũng có thể cắt ở dạng cabonchon | Màu thường phân bố thành từng dải hoặc đám. Scapolit và cordierit màu tím rất khó phân biệt với ametit, chúng chỉ khác nhau ở các tính chất vật lý | Chủ yếu ở Brasil và Uruguay, ít hơn ở Mỹ, Madagascar, Nga, Ấn Độ, Úc và một số nước khác | ametit tổng hợp được sản xuất vì mục đích công nghệ nhiều hơn là vì mục đích trang sức, giá của sản phẩm tự nhiên và sản phẩm tổng hợp cũng gần như nhau | Làm giả từ thủy tinh màu                                                                       |
| Citrin      | ở tất cả các kiểu khác nhau ngoại trừ kiểu tròn kim cương | Có tỷ trọng thấp nhất trong số các loại đá có màu tương tự và thấp hơn nhiều so với topaz. Có bao thể giống xa-phia nhưng ánh kém hơn              | Brazil, ít hơn ở Nga, Mỹ, Tây Ban Nha                                                    | Khá thấp, thấp hơn ametit và cũng đã từng được ưa chuộng trong quá khứ                                                                                   | Sản xuất khối lượng lớn trong công nghiệp nên giá của chúng cũng chỉ thấp hơn tự nhiên chút ít |
| Rose quartz | | | Khai thác chủ yếu ở Brazil một số ít ở Mỹ và Madagascar                                  | Thấp, chủ yếu để trang trí hơn là trang sức | Trước kia thường được làm giả bởi thủy tinh nhưng ngày nay rất ít                              |
| Pha lê      | Được cắt ở tất cả các kiểu trừ kiểu tròn kim cương | với thủy tinh chì bởi tính đa sắc, thủy tinh thường chứa các bao thể khí và có độ cứng thấp hơn                                                    | Chủ yếu ở Brazil và Madagascar                                                           | Khá thấp thường chỉ làm mẫu sưu tập | Dạng tổng tổng hợp chỉ với mục đích công nghệ và sản xuất ít hơn ametit và citrin              |

## Thạch anh tóc
Là loại thạch anh có chứa các bao thể kim, que thường tạo bởi các khoáng thể tourmalin, hematit, actinolit, clorit...nhiều màu, ngoằn nghèo bên trong thạch anh. Thạch anh tóc cũng được cho có tác dụng chữa bệnh, phong thủy. Các mẫu đẹp được tìm thấy ở Úc, Brasil, Pakistan, Madagascar, Hoa Kỳ, Na Uy và Indonesia.
Thạch anh tóc đen có độ cứng từ 6 đến 7 được tính trên thang độ cứng Mohs. Màu sắc của viên đá được phân bố từ đen trắng đến đen đậm, hệ tinh thể lục phương và chúng có khả năng kết nối với luân xa số 1.
Ngoài những dạng thạch anh này ra còn có thạch anh tóc tím, thạch anh tóc trắng,... tùy vào cấu tạo của bao thể kết tinh bên trong viên đá. Tuy nhiên những dạng đá này lại không phổ biến như ba loại đá thạch anh trên.

## Các phương pháp xử lý và tổng hợp
Xử lý nhiệt

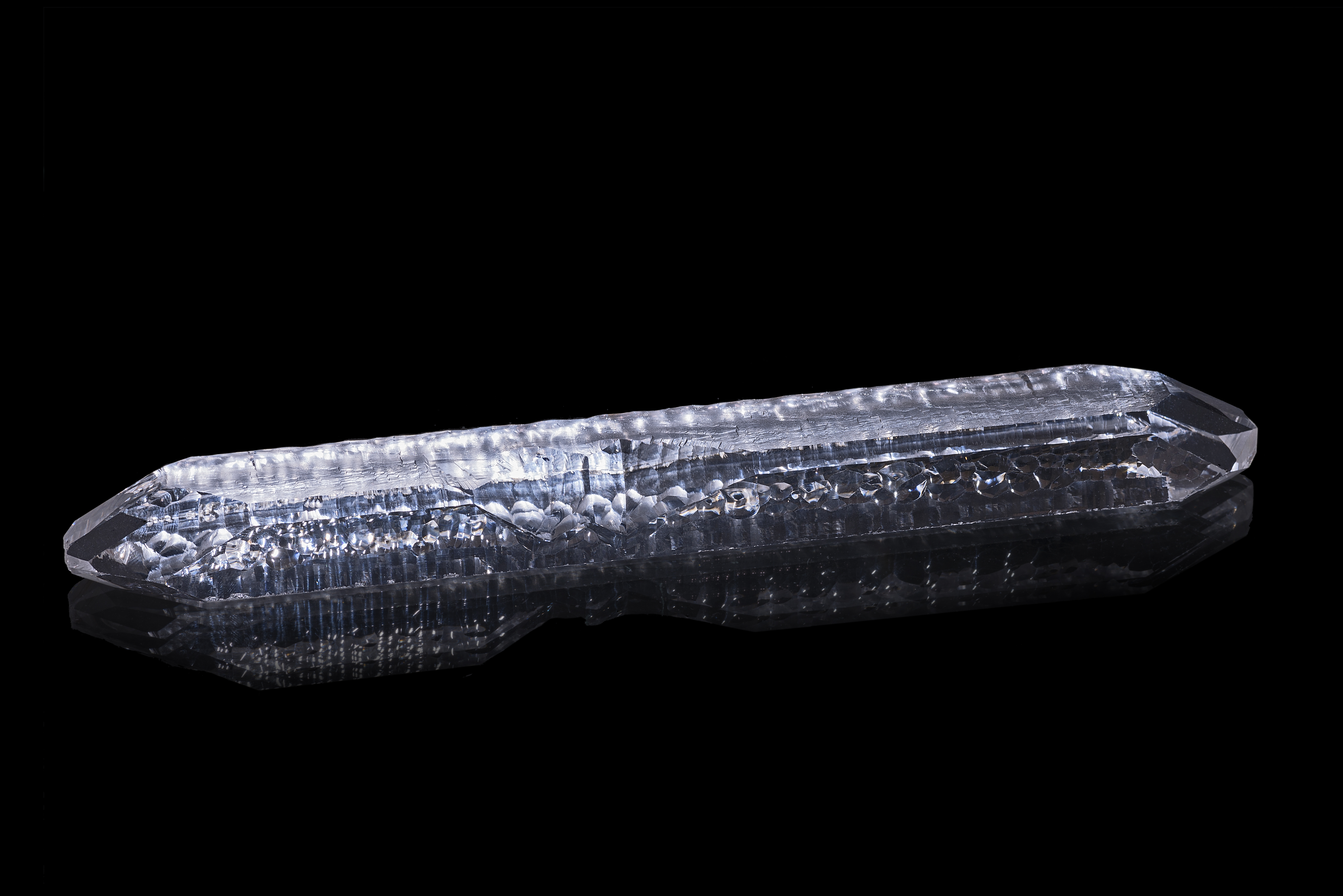
Tinh thể thạch anh tổng hợp từ phương pháp tổng hợp thủy nhiệt, nặng 126,8 gram, dài 19,1 cm và rộng 2,2 cm.

Dưới tác dụng của nhiệt độ cao ametit, citrin, thạch anh ám khói và thạch anh hồng đều có khuynh hướng chuyển sang không màu. Bằng phương pháp xử lý nhiệt có thể chuyển các loại thạch anh có chất lượng thấp màu tím và ám khói sang loại có màu vàng nhạt hoặc cam đỏ nhạt với chất lượng cao hơn và được thị trường ưa chuộng hơn.
Ametit khi xử lý nhiệt ở nhiệt độ 878 - 1.382 độ C sẽ cho màu vàng sáng, nâu đỏ hoặc màu lục hoặc không màu. Một số loại ametit bị mất màu ở ánh sáng bình thường và màu sẽ khôi phục khi chiếu xạ tia X. Thạch anh ám khói khi nung ở nhiệt độ 572 - 752 độ C màu sẽ bị nhạt đi. Citrin tự nhiên khá hiếm trên thương trường và lượng chủ yếu citrin là do ametit hoặc thạch anh ám khói bị xử lý nhiệt. Ametit chuyển sang vàng nhạt ở nhiệt độ 470 độ C và màu vàng tối tới màu nâu nhạt ở nhiệt độ 550 - 560 độ C. Thạch anh ám khói chuyển sang màu vàng sớm hơn ở nhiệt độ khoảng 300 - 400 độ C. Đa số citrine tự nhiên có màu vàng rất nhạt và khi bị xử lý sẽ không còn tính đa sắc, trong khi đó citrine tự nhiên có tính đa sắc yếu.
Chiếu xạ
Bằng phương pháp chiếu xạ có thể chuyển loại thạch anh không màu sang có màu.
Tổng hợp
Thạch anh cũng được tổng hợp trong công nghiệp với các tinh thể lớn dùng trong công nghiệp.
Mài cắt
Thạch anh có thể được mài cắt ở các dạng khác nhau từ những dạng nguyên thủy nhất cho tới những dạng mới nhất hiện nay. Citrin và ametit thường được mài ở dạng bậc, kiểu kim cương hay kiểu hỗn hợp khi đó màu của viên đá có xu hướng trở nên đậm hơn. Kiểu cabochon thường dùng cho aventurin, rose quartz, mắt hổ và mắt mèo. Thạch anh mắt hổ cũng thường được chạm khắc ở dạng "cameo". Đối với ametit màu của chúng thường không đều do vậy trong quá trình mài ta phải chú ý định hướng sao cho phần màu đẹp nhất nằm tại pavilion gần culet.

## Thư viện ảnh

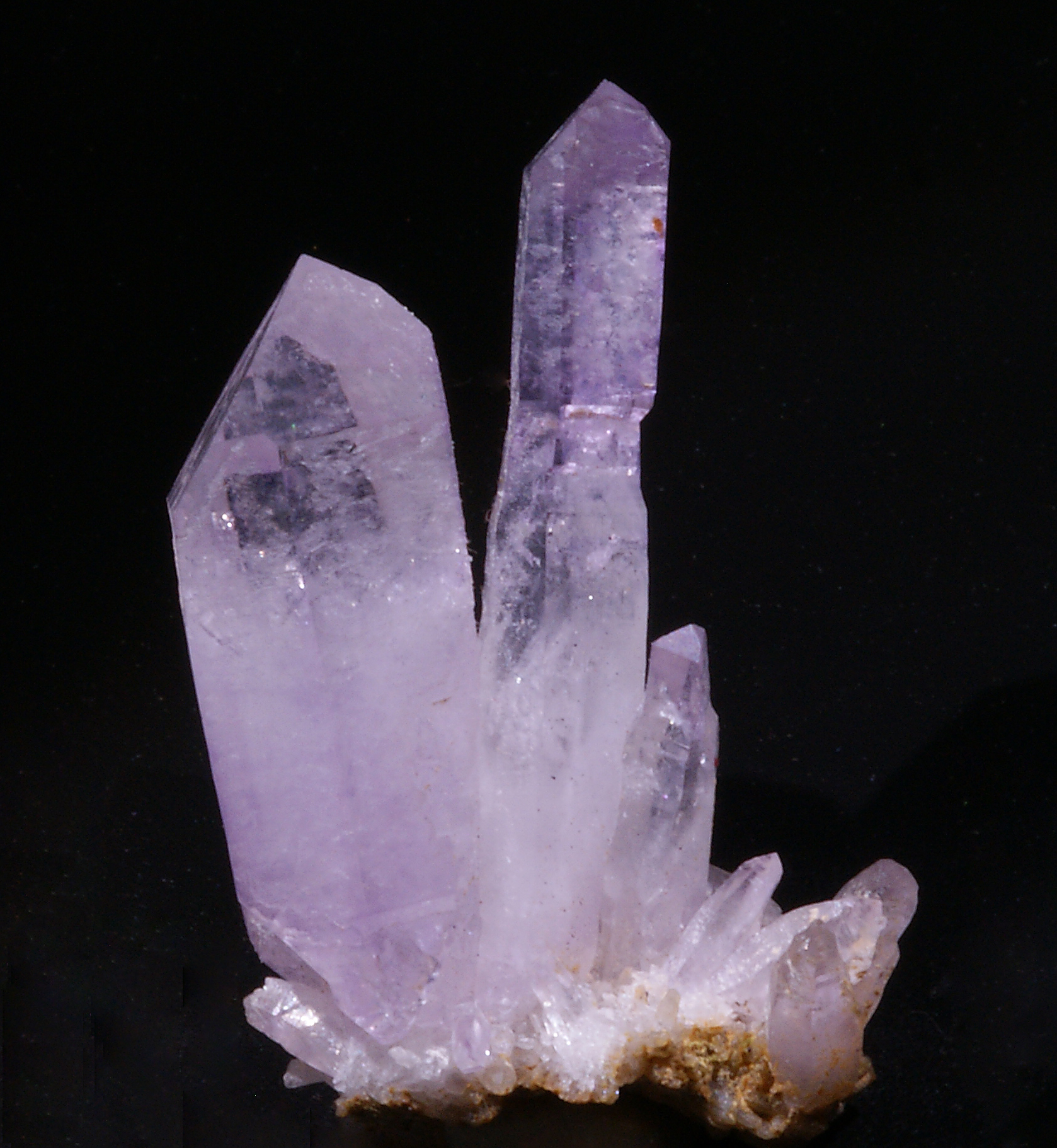
Ametit tinh thể
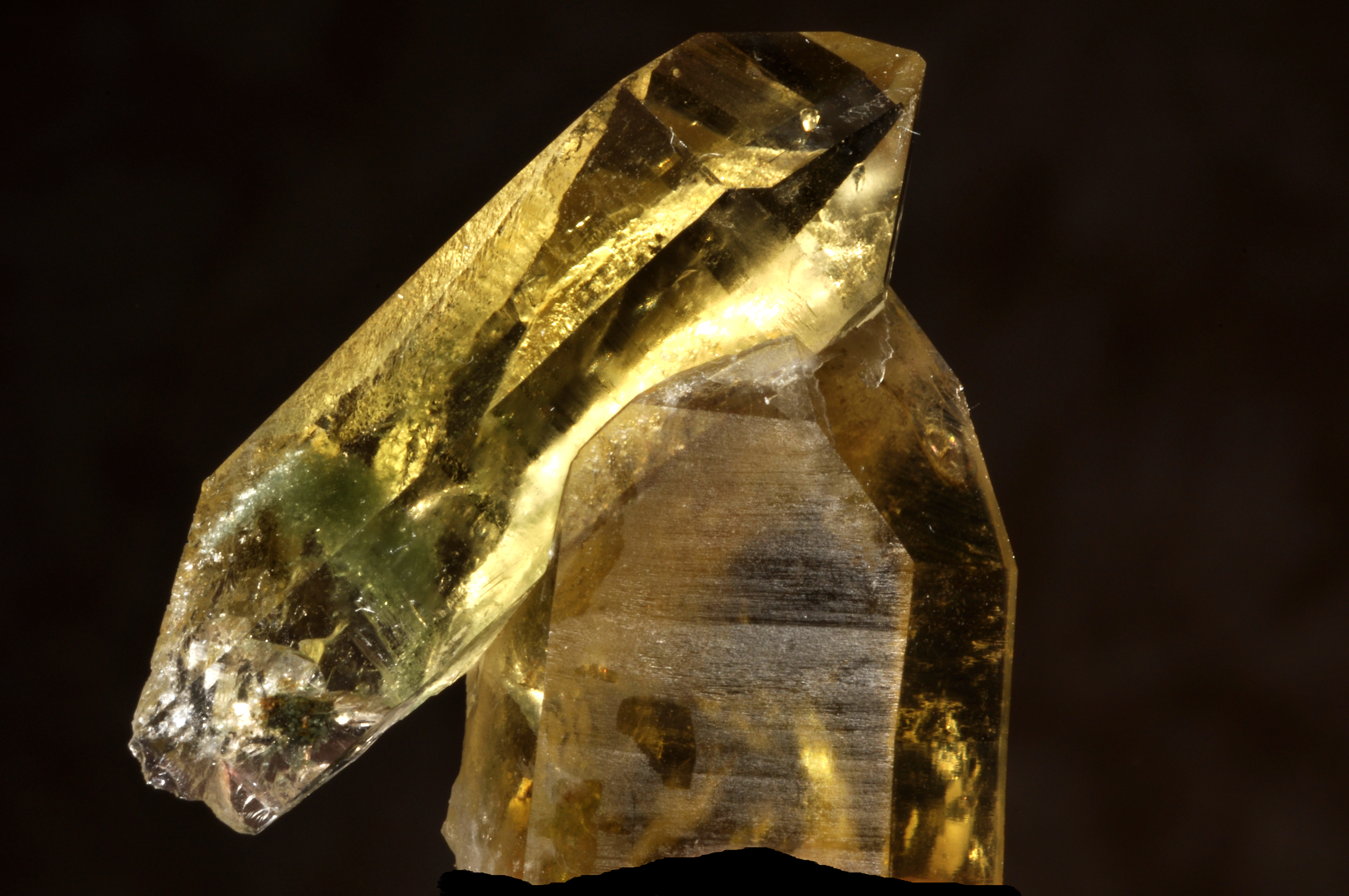
Citrin tinh thể
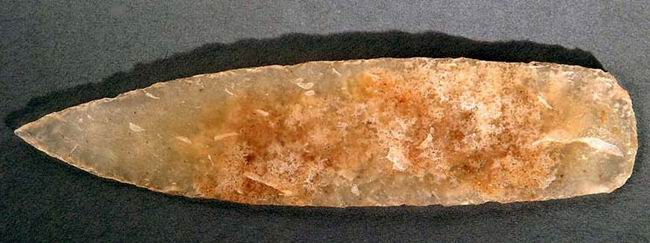
Dao làm bằng canxedon
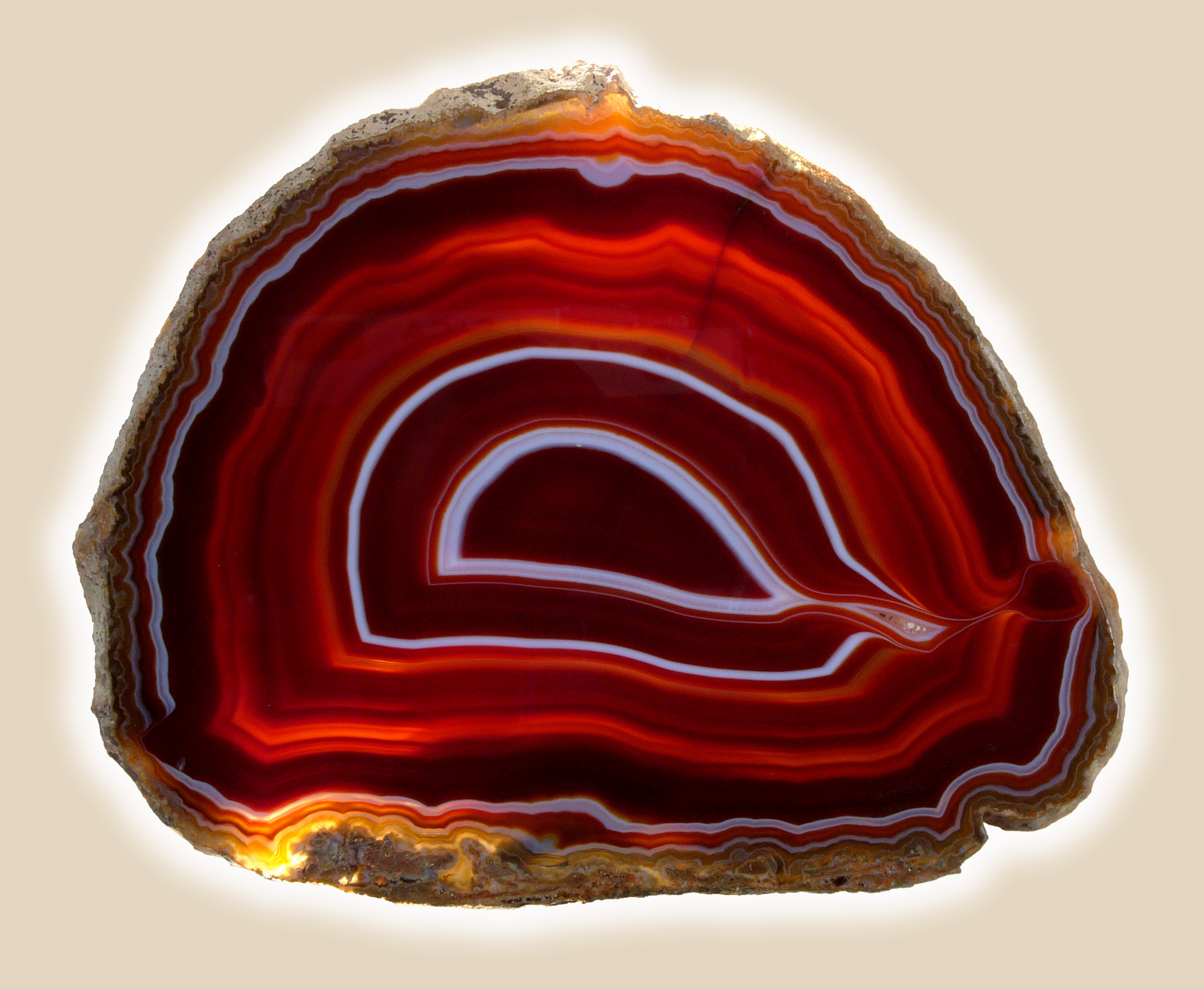
Agat
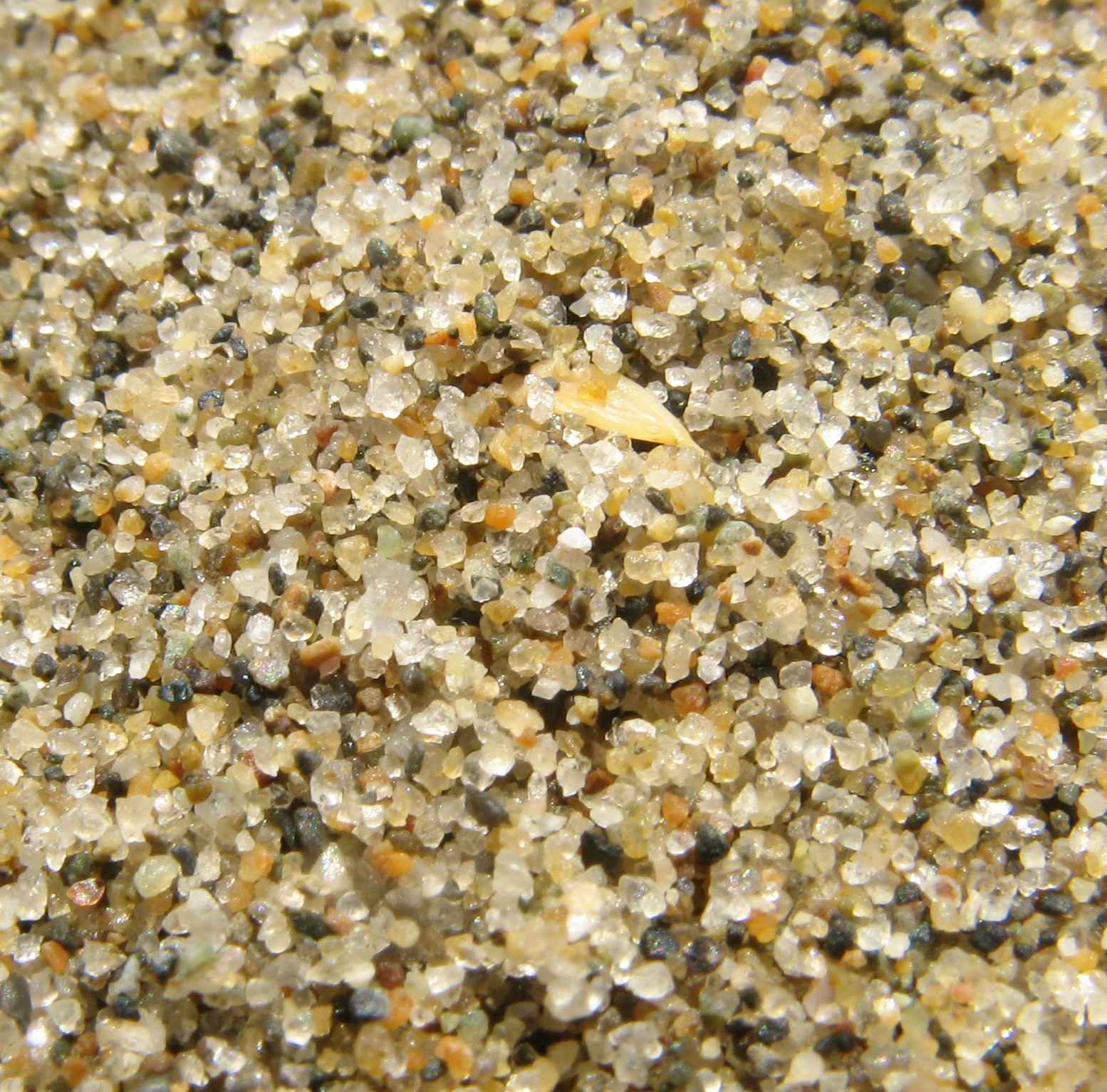
Cát thạch anh nhìn cận ảnh trên bãi biển ở Vancouver